# Kviteseid
Kviteseid é uma comuna da Noruega, com 708 km² de área e 2 622 habitantes (censo de 2004).         